# Sukon Krueng Seumiden
Sukon Krueng Seumiden is een bestuurslaag in het regentschap Pidie van de provincie Atjeh, Indonesië. Sukon Krueng Seumiden telt 315 inwoners (volkstelling 2010).